# IC 5174
IC 5174 — галактика типу SBb (компактна витягнута галактика) у сузір'ї Журавель.
Цей об'єкт міститься в оригінальній редакції індексного каталогу.